# Walter Pidgeon
Walter Davis Pidgeon (Saint John, Nova Brunswick, 23 de setembre de 1897 - Santa Monica, Califòrnia, 25 de setembre de 1984) fou un actor canadenc que va viure la major part de la seva vida als Estats Units, i que finalment es va nacionalitzar com a ciutadà d'aquesta nació.

## Inicis
Es va educar en escoles públiques locals i estudiar en la Universitat de Nova Brunswick, on va cursar lleis i teatre. Els seus estudis es van interrompre per la Primera Guerra Mundial i el seu allistament a la 65th Battery of the Canadian Field Artillery. Mai va arribar a combatre, ja que va ser seriosament ferit en ser aixafat per dos canons, romanent hospitalitzat 17 mesos. Després de la guerra es va traslladar a Boston, on va treballar com a corredor bancari. Els seus ingressos van finançar els seus estudis de declamació al New England Conservatory of Music. Va ser un baríton d'educació clàssica.

## Carrera
Descontent amb la banca, es va traslladar a Nova York, presentant-se com a actor a l'oficina d'EE Clive. Després de treballar en el teatre uns quants anys, va s'estrenar a Broadway el 1925.
Pidgeon va fer diverses pel·lícules mudes en els anys vint. Es va convertir en una gran estrella amb l'arribada del cinema sonor gràcies a la seva facilitat per al cant. Va treballar en diverses musicals amb l'inicial Technicolor, com ara Bride of the Regiment (La núvia del regiment) (1930), Sweet Kitty Bellairs (La dolça Ketty) (1930), Kiss Me Again (Bésam un altre cop) (1930) i Viennese Nights (Nits Vieneses) (1930). Va quedar ràpidament encasellat en els musicals, de manera que, quan a finals dels anys trenta el públic va començar a cansar-se d'ells, la seva carrera va començar a trontollar. Poc després Pidgeon va fer papers secundaris en pel·lícules com Saratoga i The Girl of the Golden West.
No va recuperar la seva popularitat fins que va protagonitzar Que verda era la meva vall. Va treballar davant Greer Garson a Blossoms in the Dust, La senyora Miniver (per la qual va ser nominat a l'Oscar al millor actor) i la seva seqüela, The Miniver Story (La història dels Miniver). Va ser una altra vegada nominat el 1944 per Madame Curie, de nou al costat de Garson.
Tot i que va continuar treballant en el cinema, en pel·lícules com Week-End at the Waldorf (Cap de setmana) i El planeta prohibit, basada en La Tempesta de William Shakespeare, Pidgeon va tornar al teatre de Broadway a mitjans dels anys cinquanta, després d'una absència de vint anys, sent elegit per representar el musical Take Me Along, al costat de Jackie Gleason. Va seguir fent cinema, interpretant l'Almirall Harriman Nelson al film de 1961 Viatge al fons del mar, i el 1962, en la producció de Walt Disney Big Red (El campió) i en el títol d'Otto Preminger Tempesta sobre Washington. Va ser ben rebut el seu paper com Florenz Ziegfield a Funny Girl (1965). També va ser Casey, el company de James Coburn a Harry in Your Pocket (Harry, dits llargs) (1973). Pidgeon també va participar en diversos programes televisius, incloent Perry Mason, The FBI, i Marcus Welby, MD. Es va retirar totalment el 1973.
Pidgeon participar en el Sindicat d'Actors Nord-americans, sent el seu president des de 1952 al 1957. Com a tal, va intentar paralitzar la producció de la pel·lícula Salt of the Earth, la qual va ser realitzada per un equip inclòs a la llista negra durant el Maccarthisme.
Pidgeon té una estrella al Passeig de la Fama de Hollywood, al 6414 de Hollywood Blvd.

## Vida personal
Pidgeon va tenir dos matrimonis. El 1919, es va casar amb Muriel Pickles. Aquest matrimoni va acabar el 1921 amb la mort de Pickles en néixer la seva filla, Edna Pidgeon Atkins. L'any 1931 es va casar amb la seva secretària, Ruth Walker, amb la qual va estar casat fins a la mort, a causa d'un accident cerebrovascular a Santa Mònica (Califòrnia), el 1984. No van tenir fills. Segons els seus desitjos, el seu cos va ser donat a l'Escola de Medicina de la Universitat de Califòrnia, Los Angeles, per a ser usat en investigació mèdica.

## Filmografia
- Mannequin (1926)
- Bride of the Regiment (1930)
- The Kiss Before the Mirror (1934)
- Big Brown Eyes (1936)
- Man-Proof (1938)
- The Girl of the Golden West (1938)
- Dark Command (1940)
- Que verda era la meva vall (How Green Was My Valley) (1941)
- Mrs. Miniver (1942)
- White Cargo (1942)
- Madame Curie (1943)
- Mrs. Parkington (1944)
- Week-End at the Waldorf (1945)
- The Secret Heart (1946)
- If Winter Comes (1947)
- Julia Misbehaves (1948)
- Command Decision (1948)
- The Red Danube (1949)
- That Forsyte Woman (1949)
- The Miniver Story (1950)
- Million Dollar Mermaid (1952)
- Captius del mal (The Bad and the Beautiful) (1952)
- Dream Wife (La dona somiada) (1953)
- Executive Suite (1954)
- L'última vegada que vaig veure París (The Last Time I Saw Paris) (1954)
- The Rack (1956)
- Forbidden Planet[1] (1956)
- Voyage to the Bottom of the Sea (1961)
- Tempesta sobre Washington (Advise and Consent) (1962)
- Funny Girl (1968)
- Too Hot to Handle (1968)
- Alarma: vol 502 segrestat (Skyjacked) (1972)

## Premis i nominacions

### Nominacions
- 1943: Oscar al millor actor per Mrs. Miniver
- 1944: Oscar al millor actor per Madame Curie